# Hundsgugel

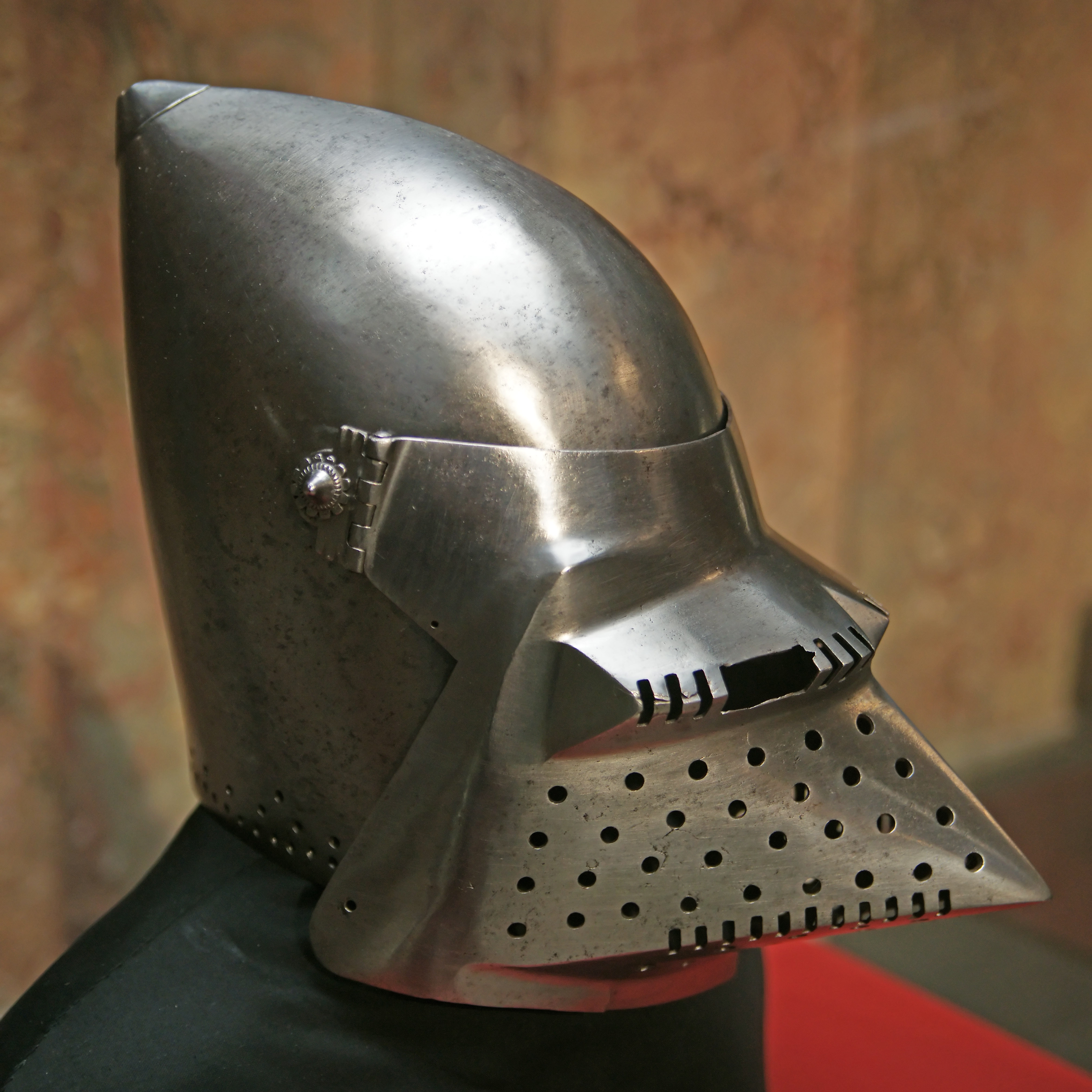
Italienische Hundsgugel aus Mailand, um 1400/10 (Frontansicht)

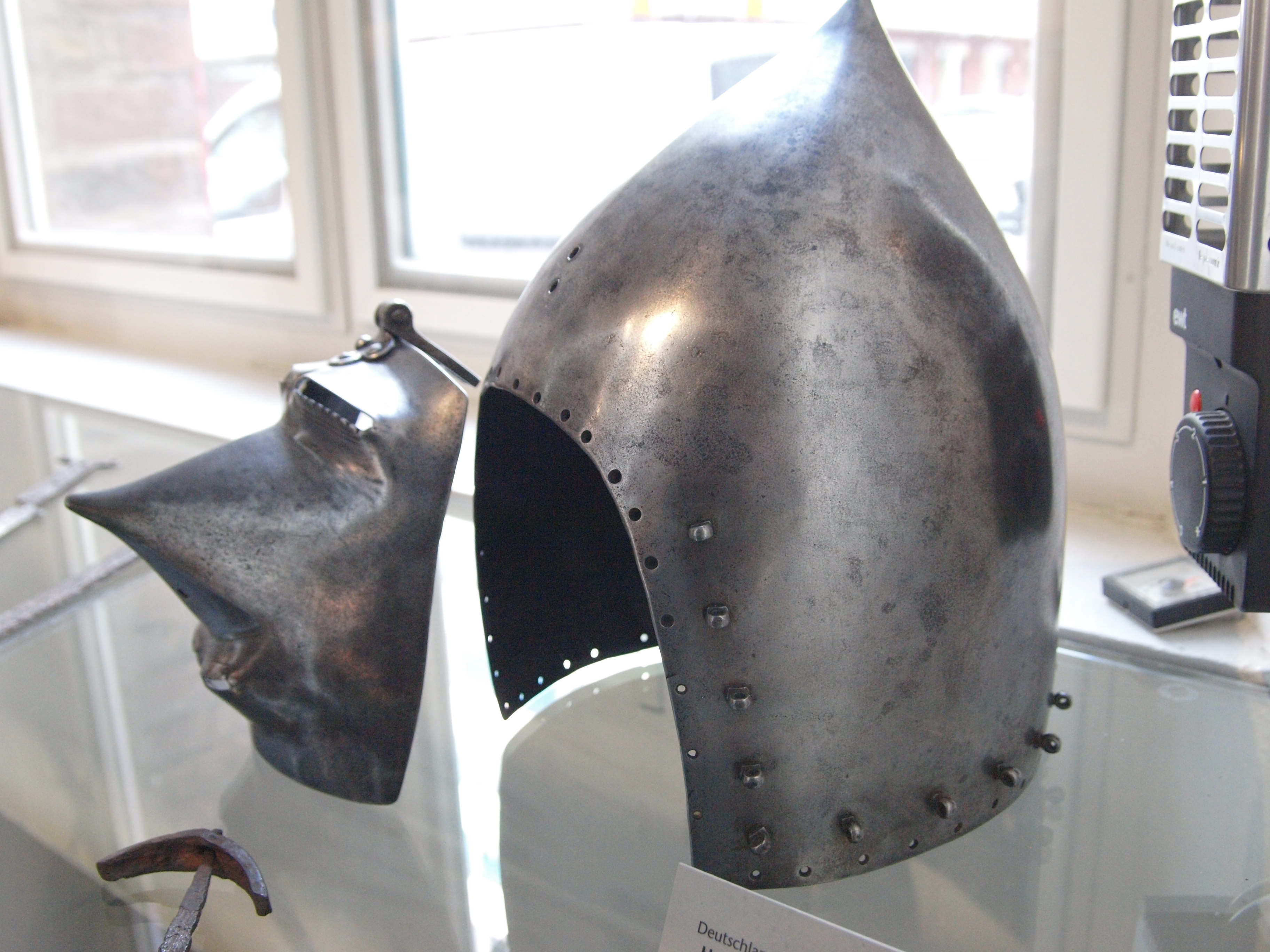
Hundsgugel mit mittig angeschlagenem Visier aus Köln, 14. Jahrhundert (Frontansicht)

Die Hundsgugel ist ein mittelalterlicher europäischer Helmtypus, der sich in der Mitte des 14. Jahrhunderts aus der Beckenhaube entwickelte. Bis etwa 1420 war die Hundsgugel die bevorzugte Helmform der Ritter und ritterbürtigen Krieger, wurde allerdings auch von wohlhabenderen nichtritterlichen Kriegern verwendet. Der Name leitet sich von dem einer Hundeschnauze ähnelnden Visier und der Gugel ab.

## Beschreibung

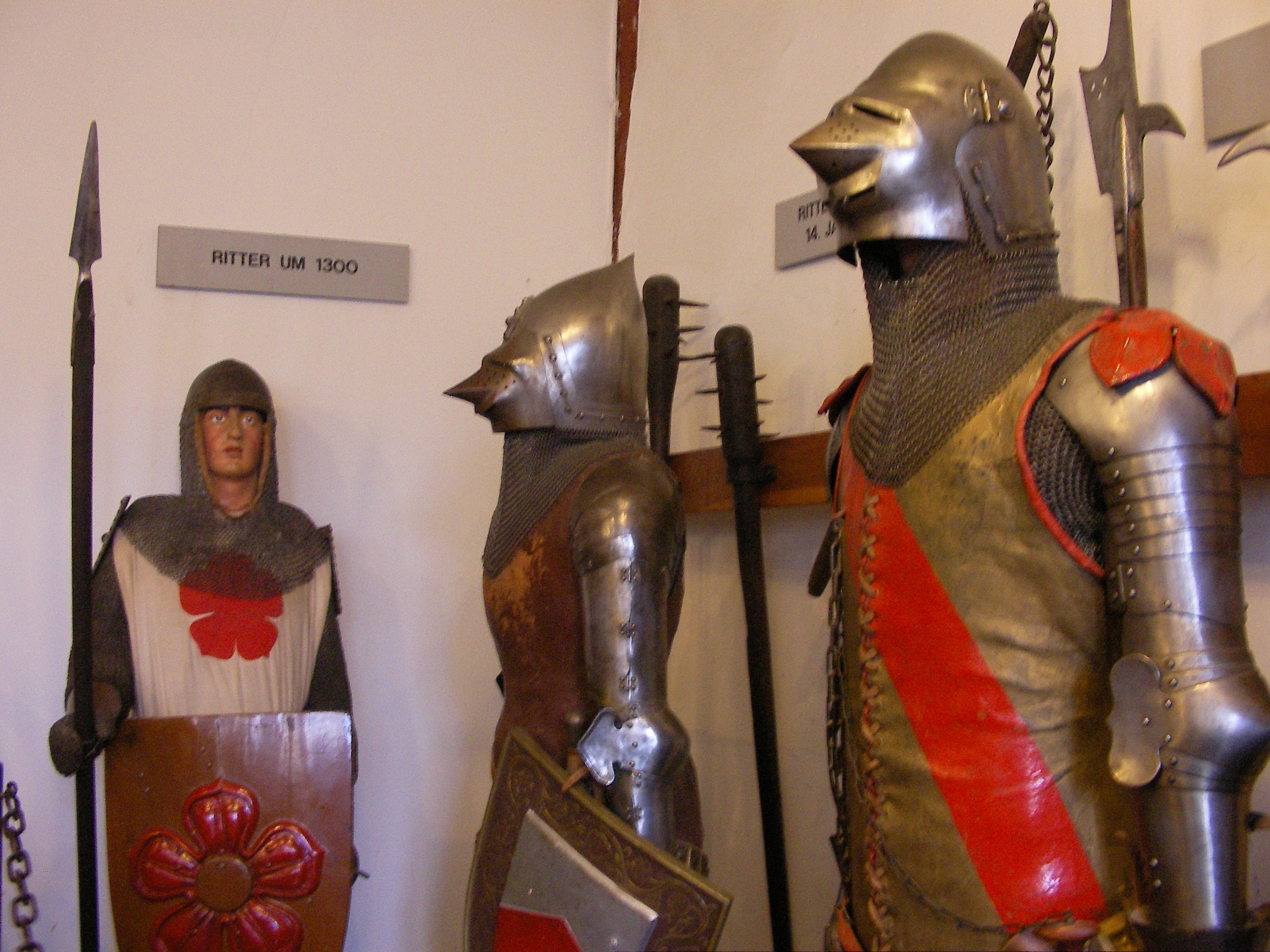
Trageweise der Hundsgugel in Verbindung mit Rüstungen im Burgmuseum der Marksburg

Die Hundsgugel besteht aus einer Beckenhaube, die mit einem nach oben aufklappbaren Visier versehen ist. Das lange, spitz zulaufende Visier erinnert an eine Hundeschnauze, während die ebenfalls spitz zulaufende Beckenhaube an eine Gugel erinnert, eine damals übliche Kopfbedeckung. Die spitz zulaufende Beckenhaube und das kegelförmig zugespitzte Visier ließen Hiebe und Stiche leichter am Helm abgleiten und minderten so den Aufprall auf den Kopf des Trägers, zudem erleichterte das vorstehende Visier die Atmung. Hundsgugeln sind auch mit abgerundeten Visieren überliefert.
So wie die Beckenhaube war auch die Hundsgugel mit einem Kettengeflecht zum Schutz der Hals- und Nackenpartie versehen. Bis zur zweiten Hälfte des 15. Jahrhunderts wurde die Hundsgugel durch andere Helmtypen, wie Armet und Schaller verdrängt.
Auf zahlreichen mittelalterlichen Miniaturen, Glasfenstern, Grabsteinen und Epitaphien ist dieser Helmtyp detailliert dargestellt. Oft tragen die Ritter oder Edelknechte nur die Beckenhaube, bzw. die Visiere sind aufgeklappt.
An den Helmrändern sind in der Regel die Kloben zur Befestigung der Helmbrünne aus Panzerringen zu erkennen. Die feineren Bohrungen unter den Kloben dienten zur Befestigung des Helmfutters. Manchmal läuft der Helm in einer Federtülle aus (Coburg, Badisches Landesmuseum Karlsruhe). Beim Coburger Beispiel ist das Visier mittels eines Scharnieres im Bereich der Stirnmitte mit dem Helm verbunden. Häufiger ist jedoch die seitliche Befestigung mittels Drehbolzen oder Schrauben.

## Erhaltene Originalexemplare
Originale mittelalterliche Hundsgugeln sind in großer Zahl erhalten und finden sich in vielen Waffen- oder Rüstzeugsammlungen. Ein guterhaltenes und qualitätsvolles Exemplar (Deutsch, kurz vor oder um 1400) befindet sich in den Kunstsammlungen der Veste Coburg. Das Objekt zeigt außer einigen alten Putzspuren und einem kleinen Einriss am rechten Helmglockenrand keine nennenswerten Beschädigungen der Metalloberfläche.
Weitere deutsche Hundsgugeln besitzen u. a. das Higgins Armory Museum (Worcester, MA), das  Germanische Nationalmuseum in Nürnberg, das Kölnische Stadtmuseum und das Deutsche Historische Museum Berlin.
Exemplare italienischer Herkunft bewahren etwa das Bayerische Armeemuseum in Ingolstadt, das Kunsthistorische Museum in Wien und das Metropolitan Museum in New York City auf. Eines der bekanntesten Beispiele ist die italienische Gugel eines Vogtes von Matsch auf der Churburg in Südtirol. Eine französische Gugel findet sich in den Beständen des British Museum in London.

## Bildliche Darstellungen
Historische Bildquellen zur Trageweise und Verwendung der Hundsgugel sind die um 1390–1410 entstandenen Wandmalereien auf Schloss Runkelstein bei Bozen, besonders der Zweikampf zwischen Tristan und Morold.